# Torre Maura (stacja metra)
Torre Maura – stacja na linii C metra rzymskiego. 
Znajduje się na skrzyżowaniu Via Casilina, via dell'Aquila Reale i via Walter Tobagi, niedaleko obwodnicy Grande Raccordo Anulare, obsługującej obszar Torre Maura.

## Historia
Budowa wystartowała w lipcu 2007 r. Stacja została otwarta 9 listopada 2014.